# Poběžovice
Pour les articles homonymes, voir Poběžovice (homonymie).
Poběžovice (précédemment : Ronšperk ; en allemand : Ronsperg) est une ville du district de Domažlice, dans la région de Plzeň, en Tchéquie. Sa population s'élevait à 1 559 habitants en 2021.

## Géographie
Poběžovice se trouve à 13 km au nord-ouest de Domažlice, à 49 km au sud-ouest de Plzeň et à 134 km à l'ouest-sud-ouest de Prague.
La commune est limitée par Hostouň au nord, par Srby et Meclov à l'est, par Otov et Vlkanov au sud, et par Nový Kramolín, Mnichov et Hvožďany à l'ouest. Les sections cadastrales de Sezemín et Šibanov de la commune forment une exclave à l'ouest de la partie principale autour de la localité de Poběžovice proprement dite. Elle est limitée par Hora Svatého Václava au nord et à l'est, par Hvožďany à l'est, par Mnichov et Nemanice au sud, et par Rybník à l'ouest.

## Histoire
La première mention écrite de la localité date de 1359.

## Administration
La commune se compose de sept sections :
- Ohnišťovice
- Poběžovice u Domažlic
- Sedlec u Poběžovic
- Sezemín
- Šibanov
- Šitboř
- Zámělíč

## Galerie

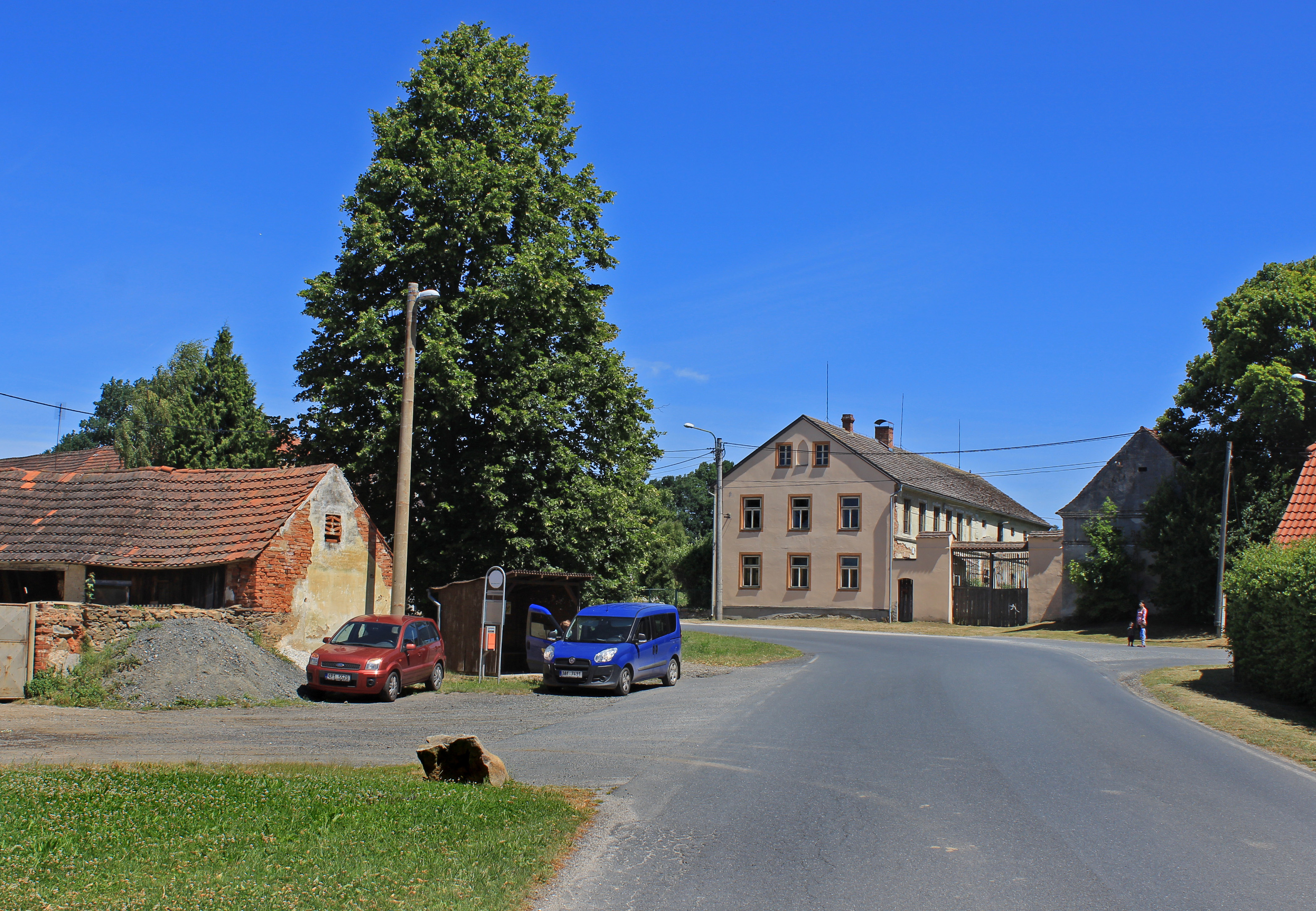
Zámělíč.
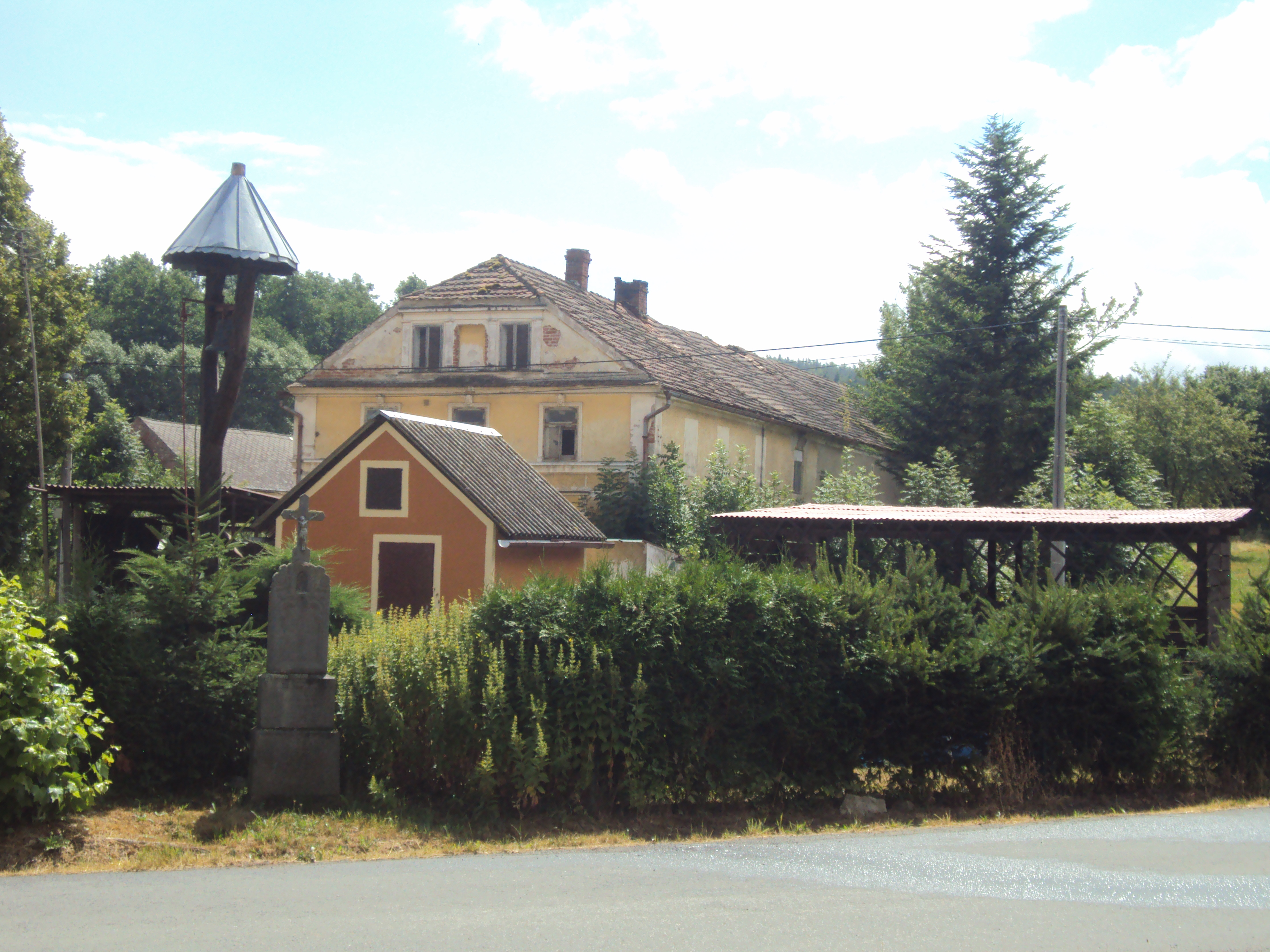
Ohništovice.

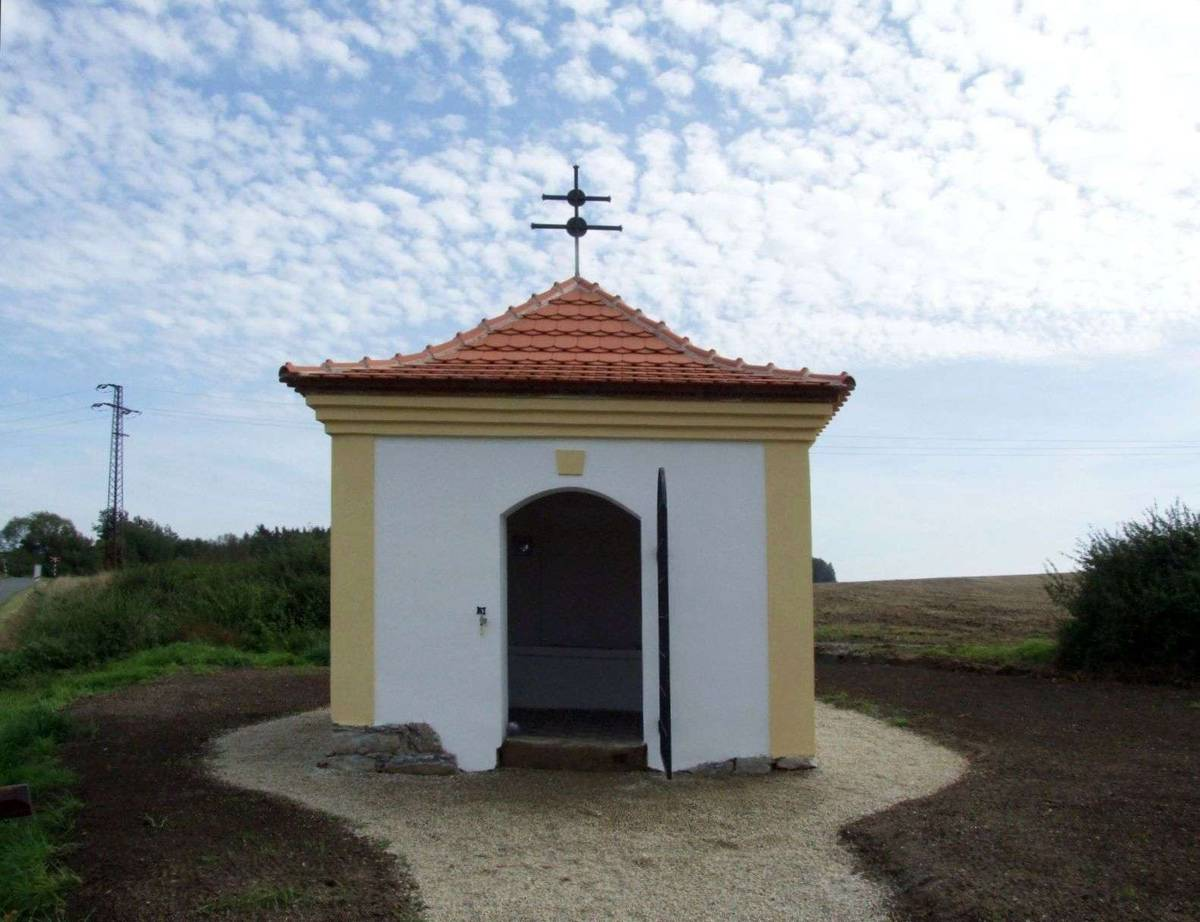
Chapelle Saint-Procope.
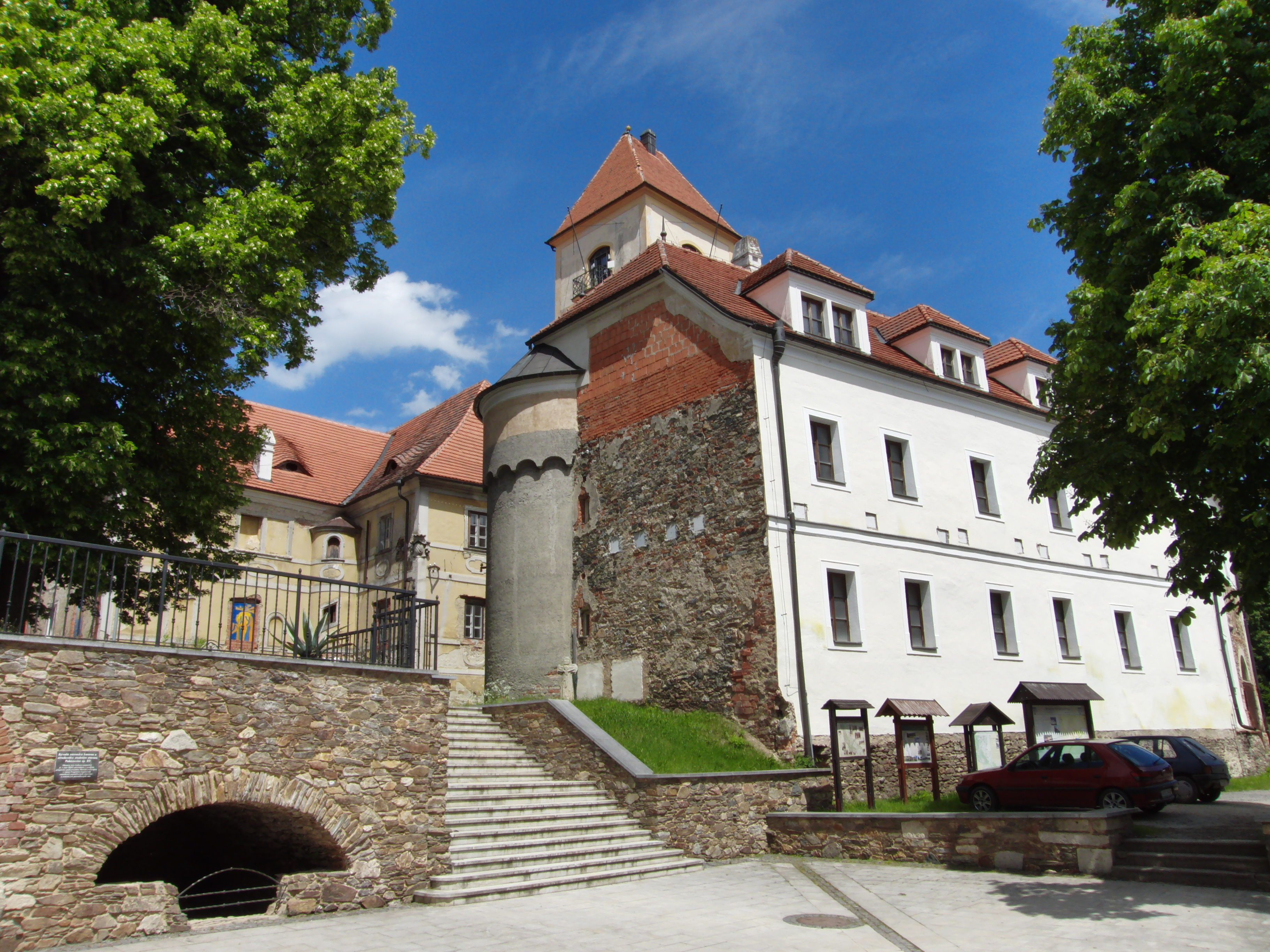
Château de Poběžovice.

## Transports
Par la route, Poběžovice se trouve à 12 km de Horšovský Týn, à 15 km de Domažlice, à 56 km de Plzeň et à 149 km de Prague.